# Fortiche Production
Fortiche Production est un studio d'animation français fondé en 2009 à Paris.
Il est principalement connu pour ses collaborations avec Riot Games, ayant réalisé la série Arcane entre 2016 et 2024 ainsi que plusieurs clips promotionnels pour le jeu vidéo League of Legends depuis 2013.

## Histoire

### Création et premiers projets
Fortiche Production est fondé en 2009 par Pascal Charrue, Jérôme Combe et Arnaud Delord. Pendant une dizaine d'années, le travail du studio est centré sur l'animation de clips et de publicités. Son animation caractéristique mêle 2D et 3D dans un style « adulte » ; elle était déjà présente dans le travail de Jérôme Combe réalisé au début des années 2000 avec Stéphane Hamache et André Bessy.
Après avoir réalisé le clip La Gaviota pour le groupe français Limousine en 2012, Fortiche est contacté par Riot Games, société de production vidéoludique américaine, et réalise pour moins de 200 000 $ un premier clip pour la promotion de son jeu à succès League of Legends : Get Jinxed,. Bien reçue par les joueurs du MOBA américain, la vidéo connaît un bon succès, et la collaboration entre les deux entreprises se poursuit avec la réalisation de nouveaux clips promotionnels pour League of Legends dans les années qui suivent,.
En 2015, Fortiche coproduit un docu-fiction de 55 minutes pour France 2, Le Dernier Gaulois, dont Jérôme Combe est responsable des séquences d'animation,. Deux ans plus tard, le studio réalise une mini-série, intitulée Rocket and Groot, pour Marvel Entertainment. Il présente la même année un pilote de long-métrage, Miss Saturne, au festival Cartoon Movie en 2017.

### Arcane
Le contrat avec Riot Games se poursuit en 2015 avec l'animation d'une série dérivée de l'univers de League of Legends, dont la production débute en 2016. D'après Le Figaro, Arcane est la « série d’animation la plus chère du monde » avec un budget que le quotidien estime d'un montant compris entre 60 et 80 millions d'euros pour l'animation seulement. Afin de réaliser ce qui est sa première série, le studio, à l'origine une PME, collabore avec plusieurs centaines de personnes et ouvre deux antennes à Montpellier et aux Canaries fin 2020. Au total, 500 personnes travaillent au moins temporairement sur la série à travers ses six années de production, et Fortiche comptait, fin 2021, environ 300 employés.
À sa sortie en 2021, la série Arcane est un succès critique et commercial et l'animation de Fortiche est particulièrement remarquée,, la série remportant neuf Annie Awards. Une deuxième saison est alors annoncée comme étant en cours de production dans la foulée de la diffusion des derniers épisodes de la première,.
En mars 2022, Riot Games réalise un investissement dans les capitaux propres de la société, nommant alors deux de leurs employés au conseil d'administration de Fortiche tout en déclarant détenir une part minoritaire de l'entreprise.

## Filmographie

### Clips musicaux
- 2012 : DoYaThing, vidéo clip promotionnel pour la collaboration entre le groupe de musique Gorillaz et la marque de chaussures Converse[13].
- 2012 : La Gaviota, vidéo clip pour le groupe de musique Limousine[1].
- 2013 : Get Jinxed, vidéo clip mettant en scène le champion Jinx issu du jeu vidéo League of Legends[14],[15].
- 2014 : Warriors, vidéo clip de la chanson Warriors, hymne du Championnat du monde de League of Legends 2014[14].
- 2014 : Freak of the Week, vidéo clip pour le groupe de musique Freak Kitchen en collaboration avec Juanjo Guarnido[16],[17].
- 2018 : Rise, vidéo clip pour l'hymne des Championnats du monde de League of Legends 2018.
- 2018 : Pop/Stars, vidéo clip pour le groupe virtuel K/DA de Riot Games[14].
- 2021 : Enemy, vidéo clip de la musique du générique de la série Arcane pour le groupe Imagine Dragons[14].
- 2024 : Blood Sweat & Tears, vidéo clip mettant en scène le champion Ambessa issu de la série Arcane et du jeu vidéo League of Legends[18].
- 2025 : Bienvenue à Noxus - Bite Marks, vidéo clip annonçant la première saison de 2025 du jeu vidéo League of Legends.
- 2025 : Ma Meilleure Ennemie, vidéo clip pour la chanson du même nom interprétée par Stromae et Pomme  pour la série Arcane[19].

### Séries
- 2017 : Rocket and Groot (États-Unis)[2].
- 2021-2024 : Arcane (États-Unis)[15],[20].

### Autres
- 2015 : WildStar, bande-annonce du MMORPG de Carbine Studios.
- 2015 : Ekko: Seconds, vidéo pour l'annonce du champion de League of Legends nommé Ekko[21].
- 2015 : Le Dernier Gaulois de Samuel Tilman (docu-fiction, coproduction)[22].